# Anastasiia Pidpalova
Anastasiia Pidpalova (n. 5 ianuarie 1982 în Herson) este o fostă jucătoare de handbal din Ucraina. A evoluat la CS Oltchim Râmnicu Vâlcea și la clubul rusesc Dinamo Volgograd.

## Date personale
- Data nașterii - 5 ianuarie 1982
- Localitatea nașterii - Herson, Ucraina
- Înălțime - 190 cm
- Număr tricou - 4
- Post - Inter[2]
- Foste echipe - HC Dnepryanka Kherson , HC Motor Zaporozhye (Ucraina), CS Oltchim Râmnicu Vâlcea